# アラカルト
アラカルト（仏: à la carte）とは、献立表から好みに応じて一品ずつ注文する料理のこと。またそうした食事方法のことも指す。日本語としては一品料理、お好み料理とも言う。

## 概要
予め、数種の料理をセットにした定食・コース料理（ターブルドート）に対し、アラカルトはオードブル、スープ、魚料理、肉料理、デザート、飲み物などを客がそれぞれ個別に選んで注文する。
フランス語では定食の献立表を「ムニュ」(menu)、一品料理の献立表を「カルト」(carte) と区別するが、日本語ではいずれも「メニュー」と呼んで区別しない。
日本語ではここから転じて、小説などの短編集や、いわゆる豆知識をまとめたニュース記事などについて「アラカルト」の表現を用いることがある。